# Veurne
Veurne (Frans: Furnes) is een stad met ruim 12.500 inwoners in de Belgische provincie West-Vlaanderen. Hiervan wonen er ongeveer driekwart in de stad zelf. De overige inwoners wonen gespreid over de verschillende deelgemeenten, die kleine polderdorpjes zijn. De stad is een regionaal en verzorgend centrum voor de gemeenten van de Westkust en Westhoek, samen met de steden Ieper, Poperinge en Diksmuide.

## Geschiedenis
Het gebied, waar de stad nu is opgetrokken, was vroeger een zoutwinningsgebied.
Veurne werd voor het eerst vermeld in 877 als Furnu en zou mogelijk zijn ontstaan rondom één der burchten die door de graaf van Vlaanderen aan het einde van de 9e eeuw tegen de invallen van de Vikingen werden opgericht. In de 10e eeuw vielen de Vikingen de stad daadwerkelijk aan, waarna de (ronde) burcht werd uitgebreid. De terp in het Sint-Walburgapark is nog een overblijfsel van deze burcht. Dit alles verklaart het cirkelvormige verloop van de straten.
Omstreeks 870 werden de relieken van Sint-Walburga naar Veurne overgebracht. Omstreeks 1100 schonk graaf Robrecht II van Jeruzalem bovendien een relikwie van het Heilig Kruis. Vanaf ongeveer 1060 was er daarnaast sprake van een handelsnederzetting ten oosten van de burcht. Ten zuiden hiervan, rond de thans verdwenen Sint-Denijskerk, ontwikkelde zich een ambachtscentrum. Via de Kolme of Bergenvaart was er een verbinding met het achterland, met name Sint-Winoksbergen.
In de 14e eeuw werd Veurne omwald. Het was zelfs een van de best verdedigde steden van Vlaanderen. De welvaart, deels gestoeld op de lakenhandel, liep echter vanaf het einde van de 13e eeuw terug, omdat de verhoudingen tussen Vlaanderen en Engeland slechter waren geworden. Men heeft in de 15e en 16e eeuw nog getracht de saaiproductie in Veurne te vestigen, maar vanwege de concurrentie van Hondschoote werd dit geen succes en kon het niet verhinderen dat de stad geleidelijk ontvolkte, waarbij heel wat mensen naar het platteland trokken.
In 1566 en 1578 werden kerken en kloosters verwoest door beeldenstormers. Vanaf 1586 kwam er een nieuwe opbloei, waarbij onder meer de Grote Markt met aanpalende gebouwen werd aangelegd. In 1621 werd de nieuwe Sint-Niklaasabdij gebouwd. Omstreeks 1644 kwam er door oorlogen en epidemieën een einde aan de welvaartsperiode. De versterking van de stad werd verbeterd en uitgebreid met ravelijnen en dergelijke. Uit deze tijd stamt ook de beroemde Boetprocessie.
Van 1668 tot 1713 stond Veurne onder Franse bezetting. De middeleeuwse versterkingen werden afgebroken en in 1706 vervangen door nieuwe versterkingen, naar ontwerp van Vauban. Zodoende werd Veurne een van de versterkte steden in het Barrièretraktaat van 1715. Al deze versterkingen werden door keizer Jozef II in 1783 ontmanteld, nadat hij eenzijdig het Barrièretraktaat had opgezegd.

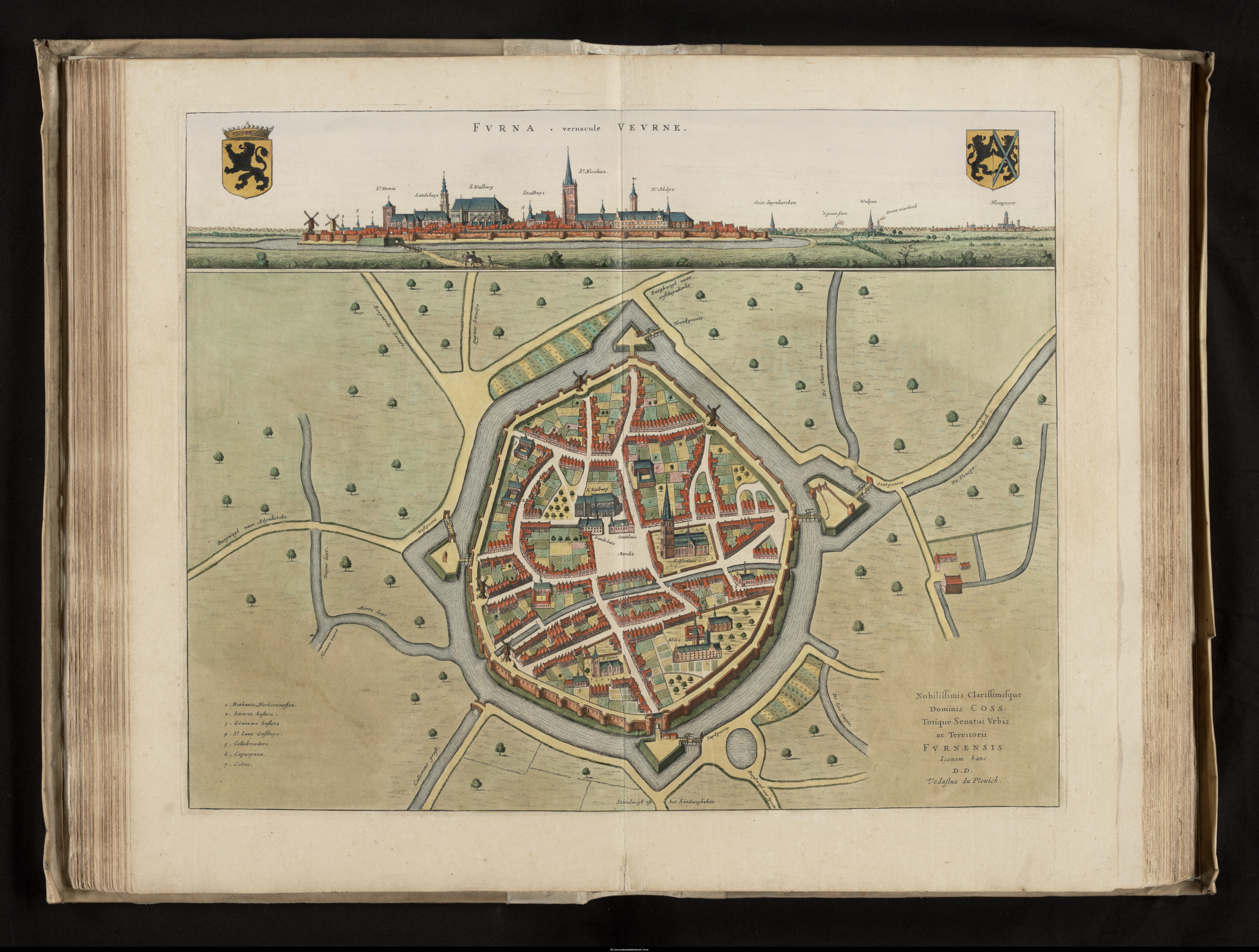
Veurne in de eerste helft van de 17e eeuw (afbeelding uit Flandria Illustrata - 1641)

Op 17 juli 1831 mocht Veurne als eerste Belgische stad de toekomstige vorst, koning Leopold I, verwelkomen. De 19e eeuw bracht weinig ontwikkeling. Vermeld kan worden dat de Duitse dichter Rainer Maria Rilke in 1906 in Veurne verbleef. Tijdens de Eerste Wereldoorlog was in de stad het hoofdkwartier van het Belgisch leger gevestigd. Een aantal gebouwen werden verwoest en van 1920-1925 in historiserende stijl hersteld. De schade tijdens de Tweede Wereldoorlog bleef beperkt.
Thans is Veurne een kleine provinciestad, met een centrumfunctie voor de Noordelijke Westhoek en de Westkustgemeenten. Er is een station met elk uur een trein naar De Panne en naar Gent en Antwerpen. Ook is Veurne een knooppunt van buslijnen. Daarnaast is er een Gerechtshof, een algemeen ziekenhuis en zijn er een aantal kleuter-, lagere en middelbare scholen aanwezig in de stad. Veurne heeft ook twee winkelstraten met een divers aanbod aan winkels. De wekelijkse markt op woensdag trekt nog altijd veel volk. Verder ontwikkelt Veurne zich steeds meer als toeristische uitvalsbasis in de Westhoek en Westkust.

## Bezienswaardigheden

### Gebouwen
- De Sint-Walburgakerk is een kerk waarvan het koorgedeelte vroeg-gotisch is uit de 14e eeuw en het ander gedeelte neogotisch uit het begin van de 20e eeuw. Ze is ontstaan uit een 9e-eeuwse kapel. Het is een enig voorbeeld van een groots opgevatte gotische kerk, die onvoltooid bleef. Deze kerk bevindt zich in het stadspark, waar de onafgewerkte citerne staat.
- De Sint-Niklaaskerk uit de 12e eeuw, verbouwd in de 15e eeuw. In de toren hangt een klok ('t Bomtje) uit 1379 en een beiaard. Het 13e-eeuwse portaal is opvallend.
- Het Belfort van Veurne
- Het Landshuis, tot 1586 de zetel van het bestuur en het gerecht van de kasselrij Veurne, daarna dit van de stad en kasselrij Veurne, tot 1795-1796. Vanaf dan tot 1982 deed het Landshuis dienst als gerechtshof; sindsdien is het een deel van het stadhuis. Drie kamers zijn in de 18e eeuw van goudleer voorzien.
- Het Stadhuis van Veurne
- Het Spaans Paviljoen
- De Vleeshal
- Het Bakkerijmuseum
- Het neogotische station

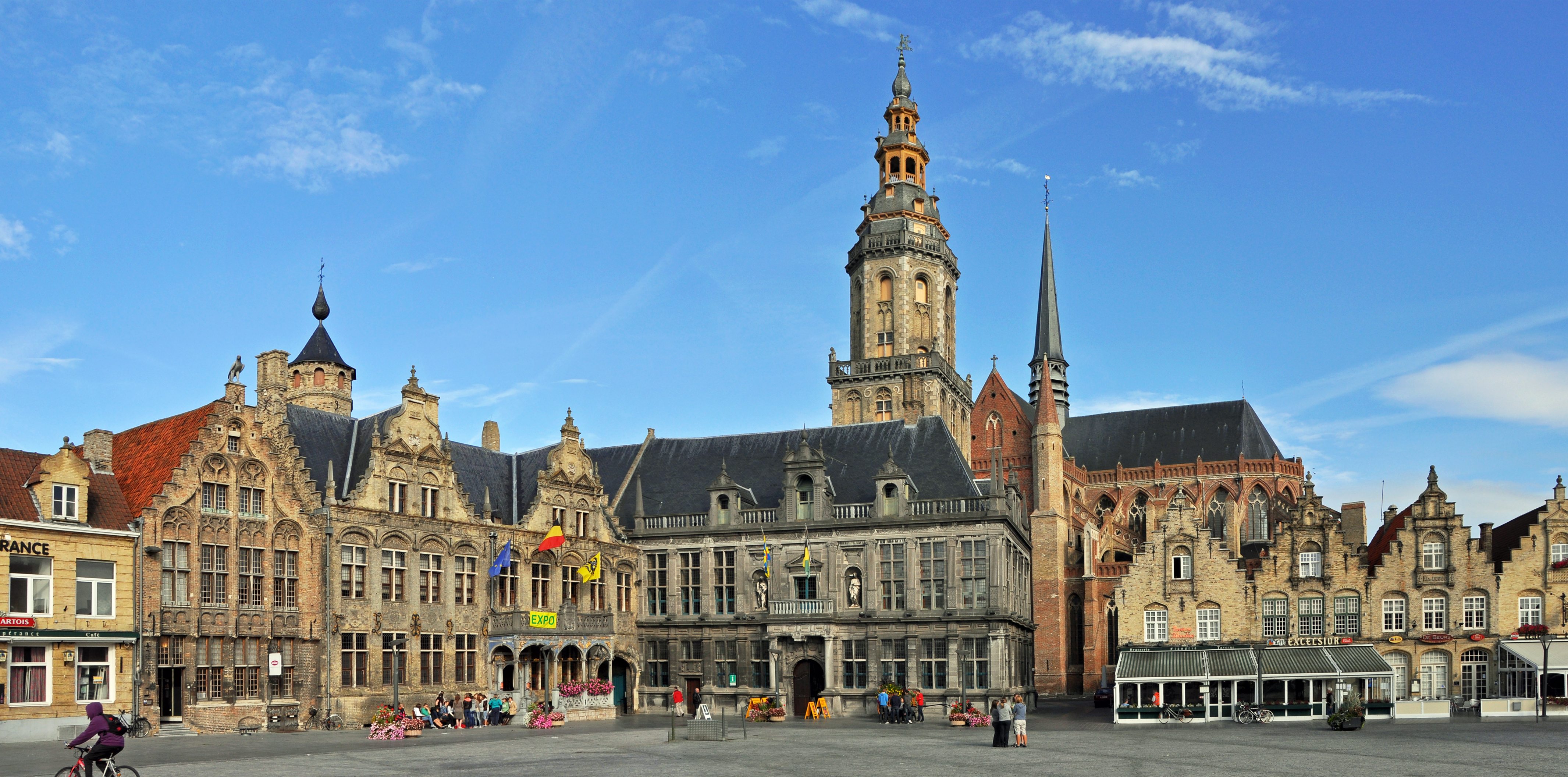
Grote Markt
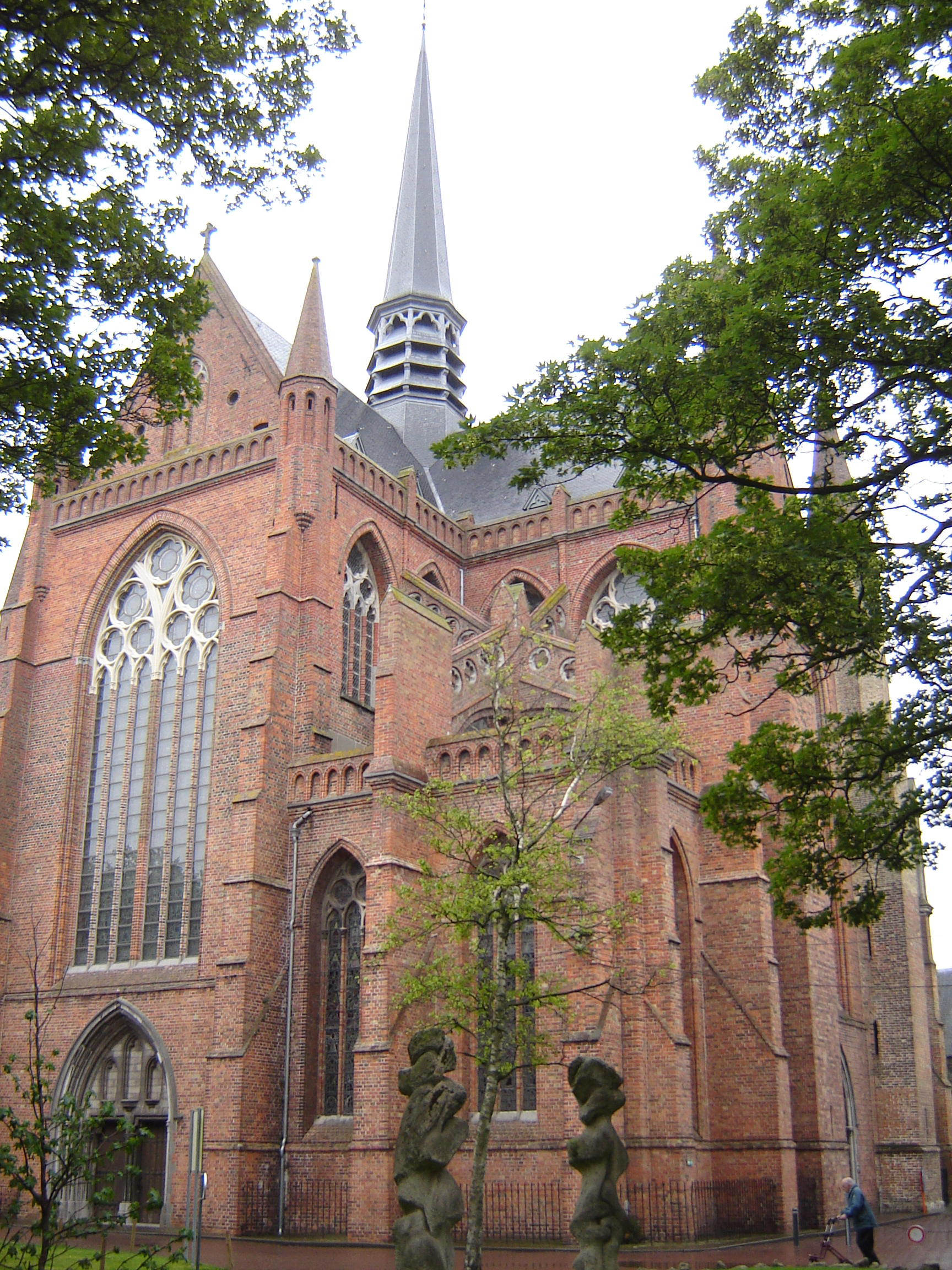
Sint-Walburgakerk
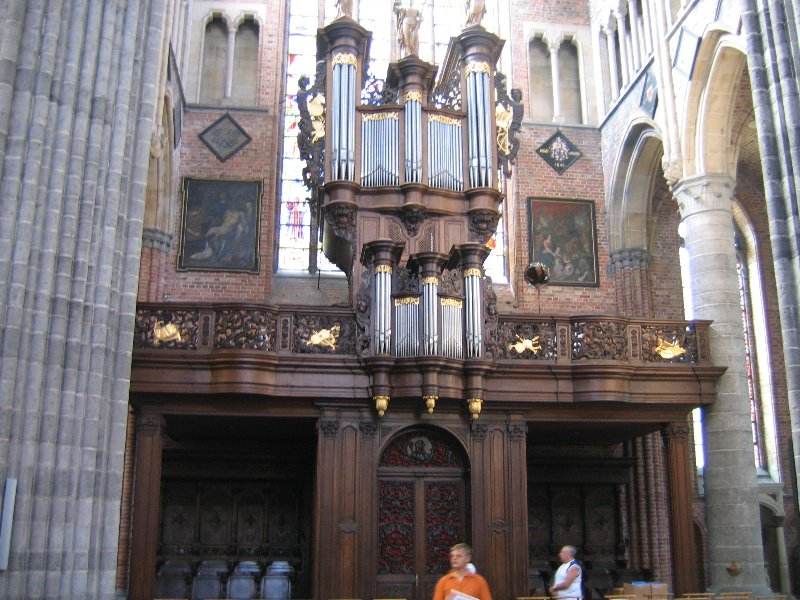
Orgel Sint-Walburgakerk
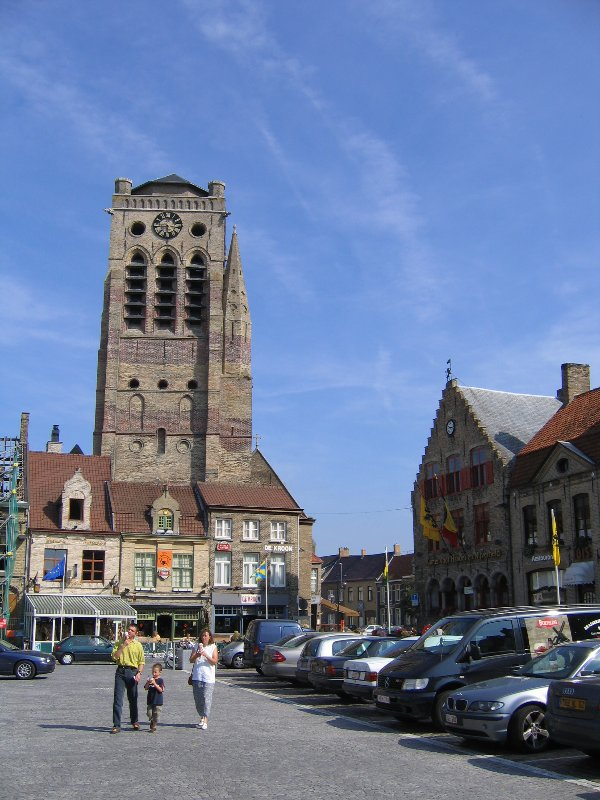
Sint-Niklaaskerk
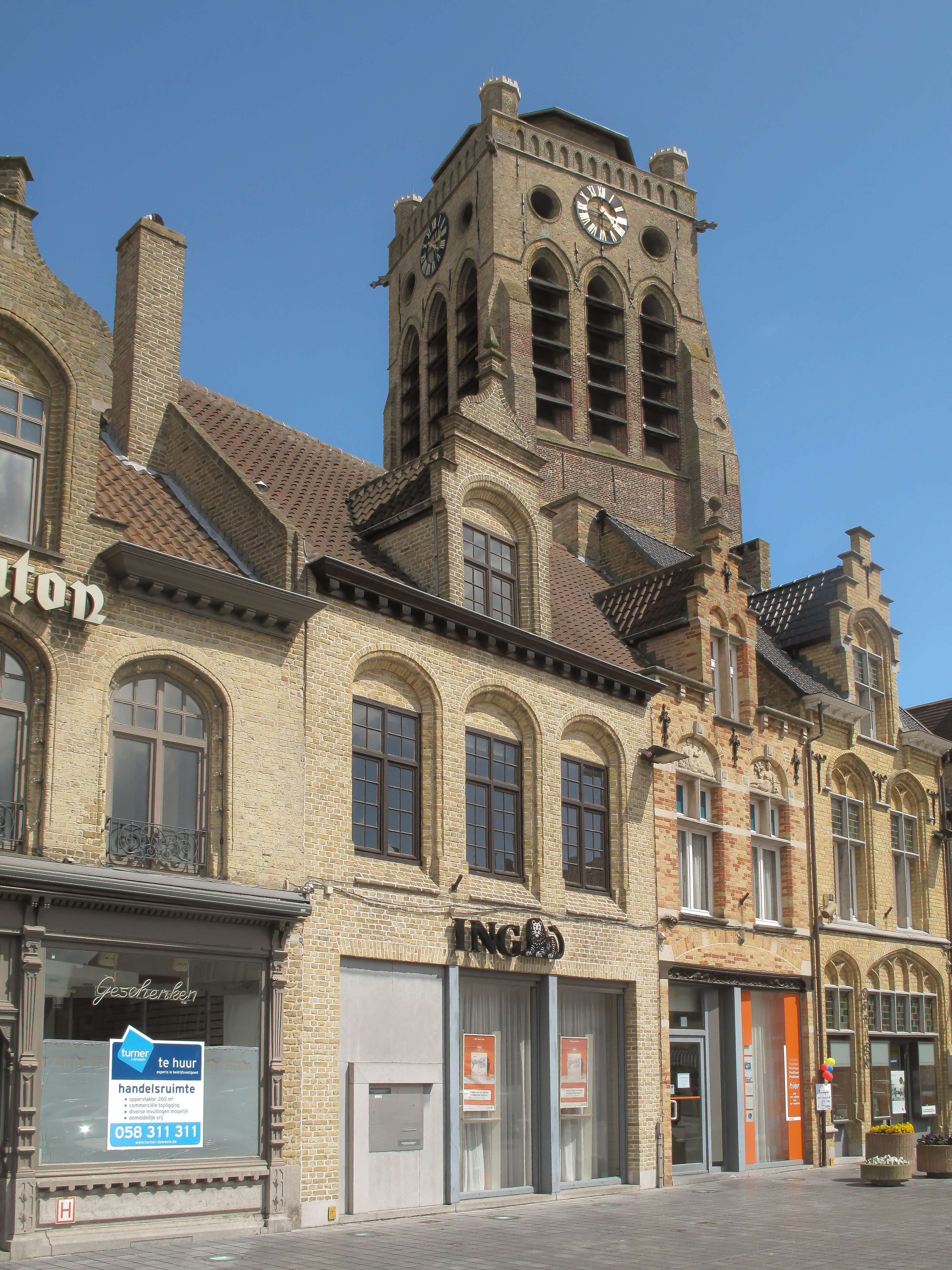
Sint-Niklaaskerk
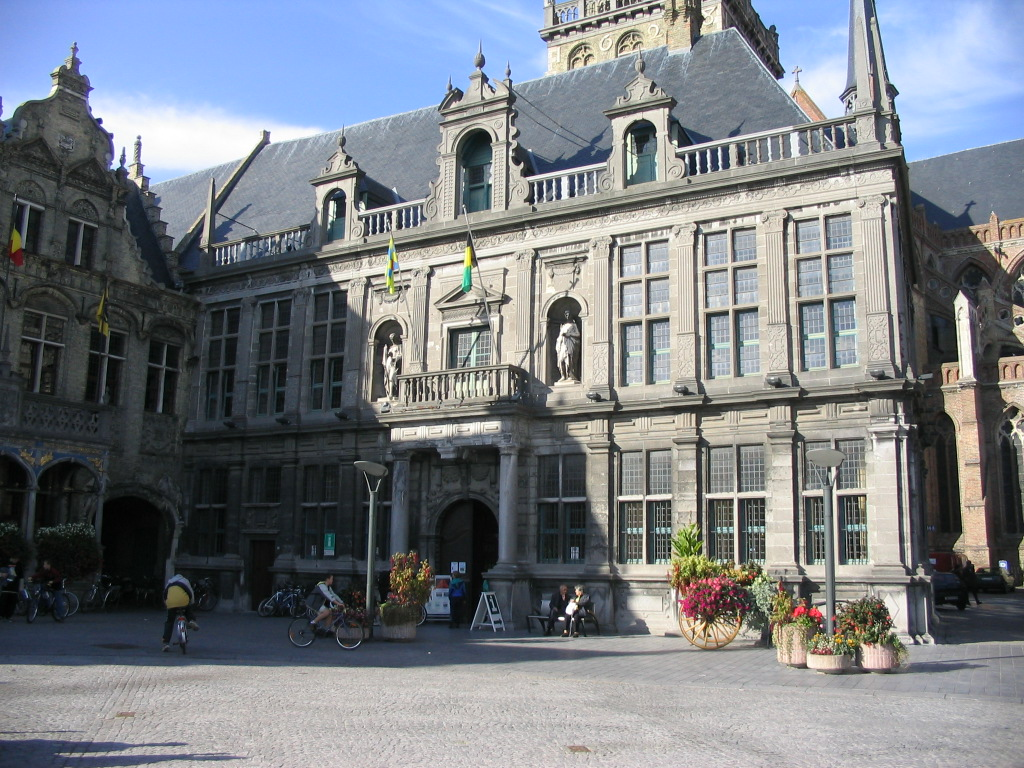
Landshuis
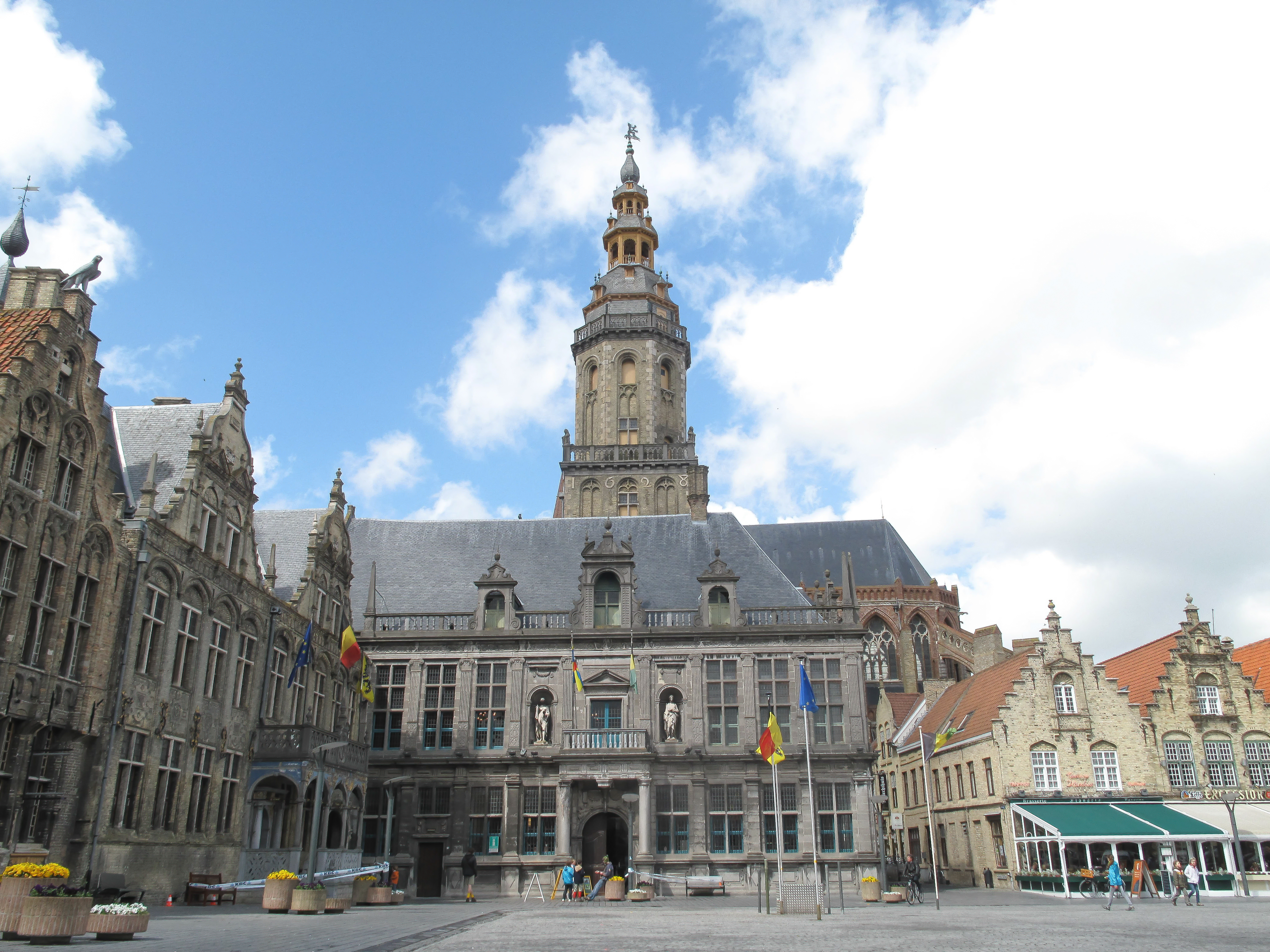
Belfort en Landshuis
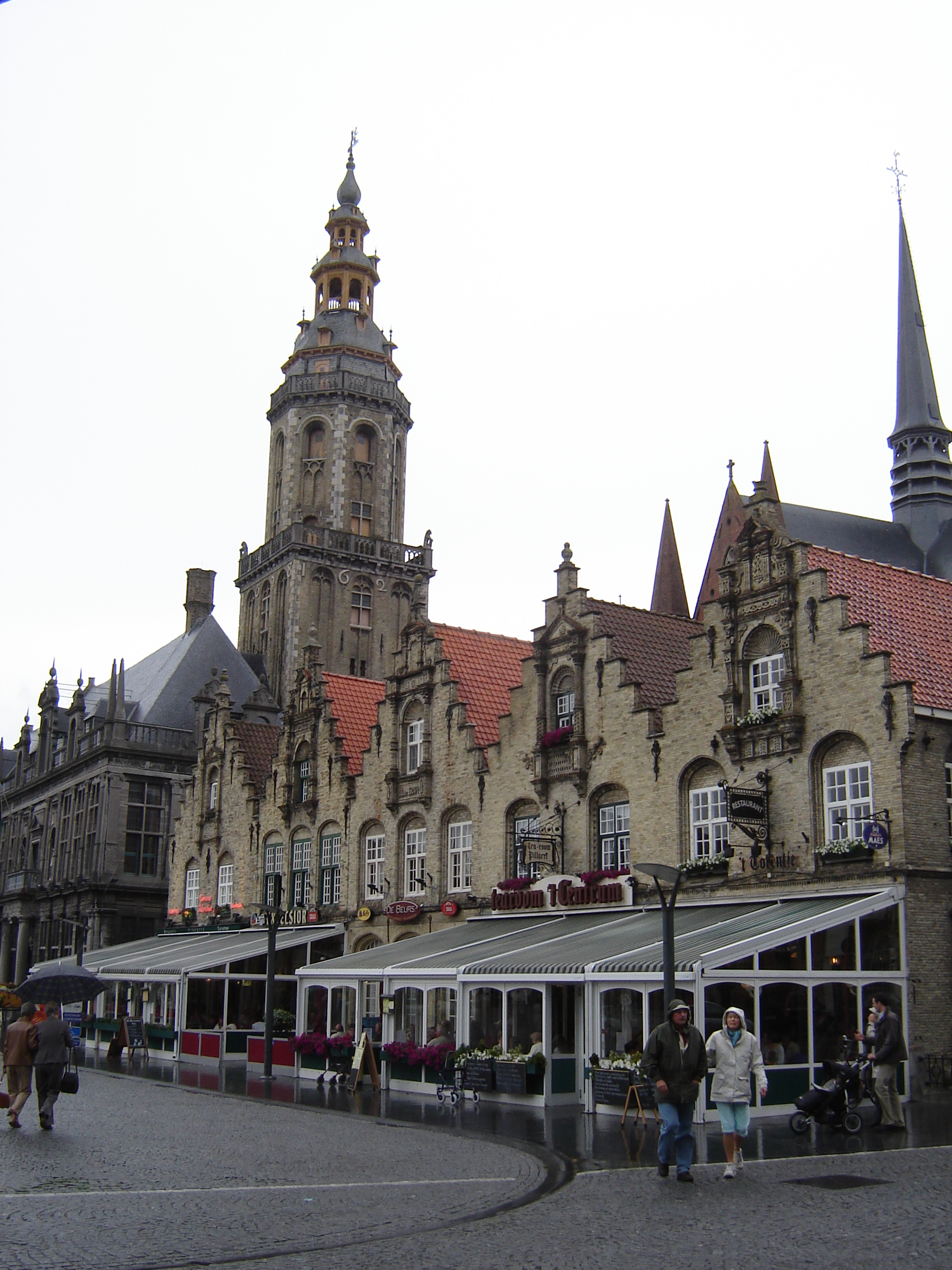
17e-eeuwse huizen met belfort
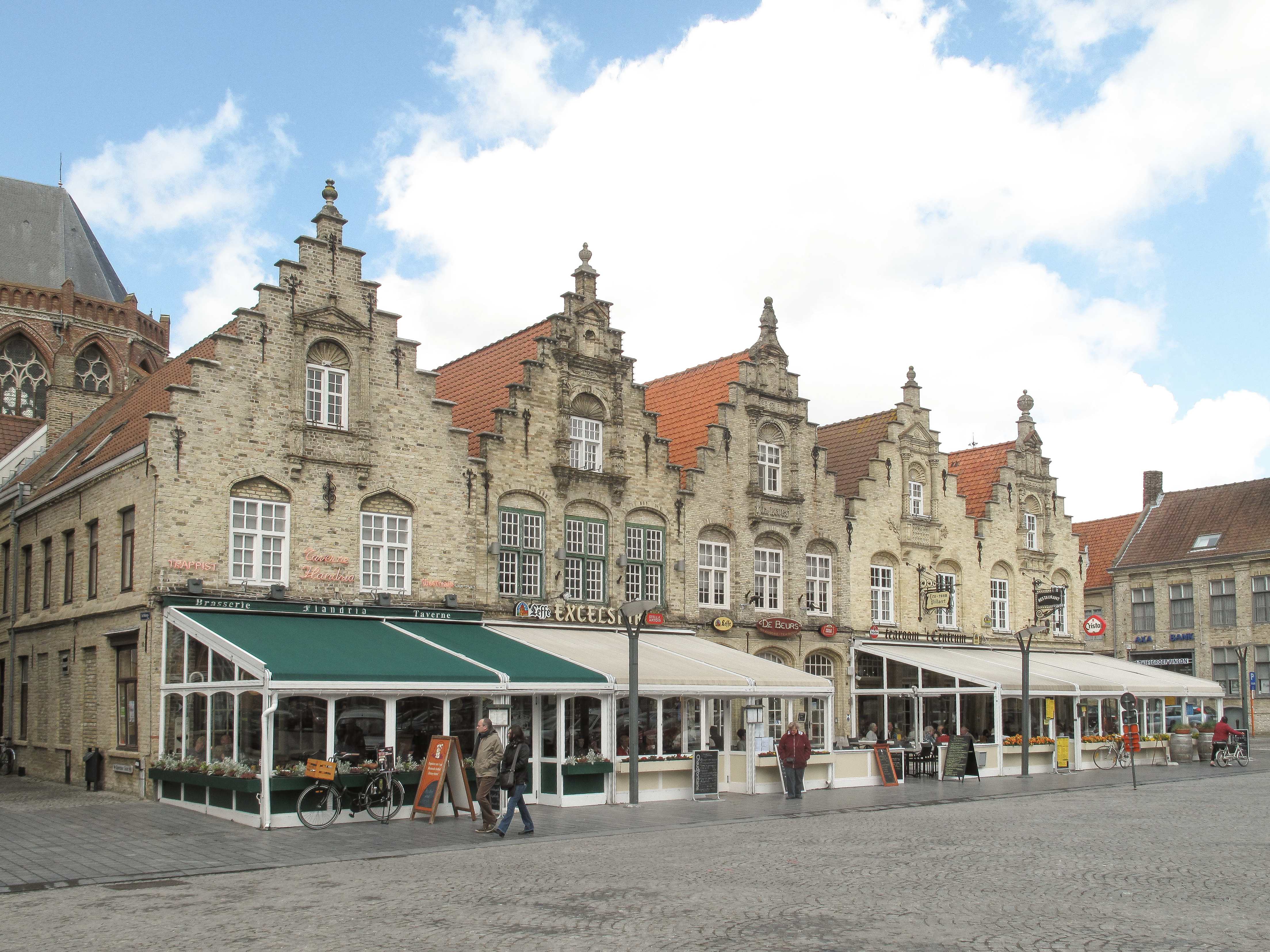
Onroerend erfgoed op de Grote Markt
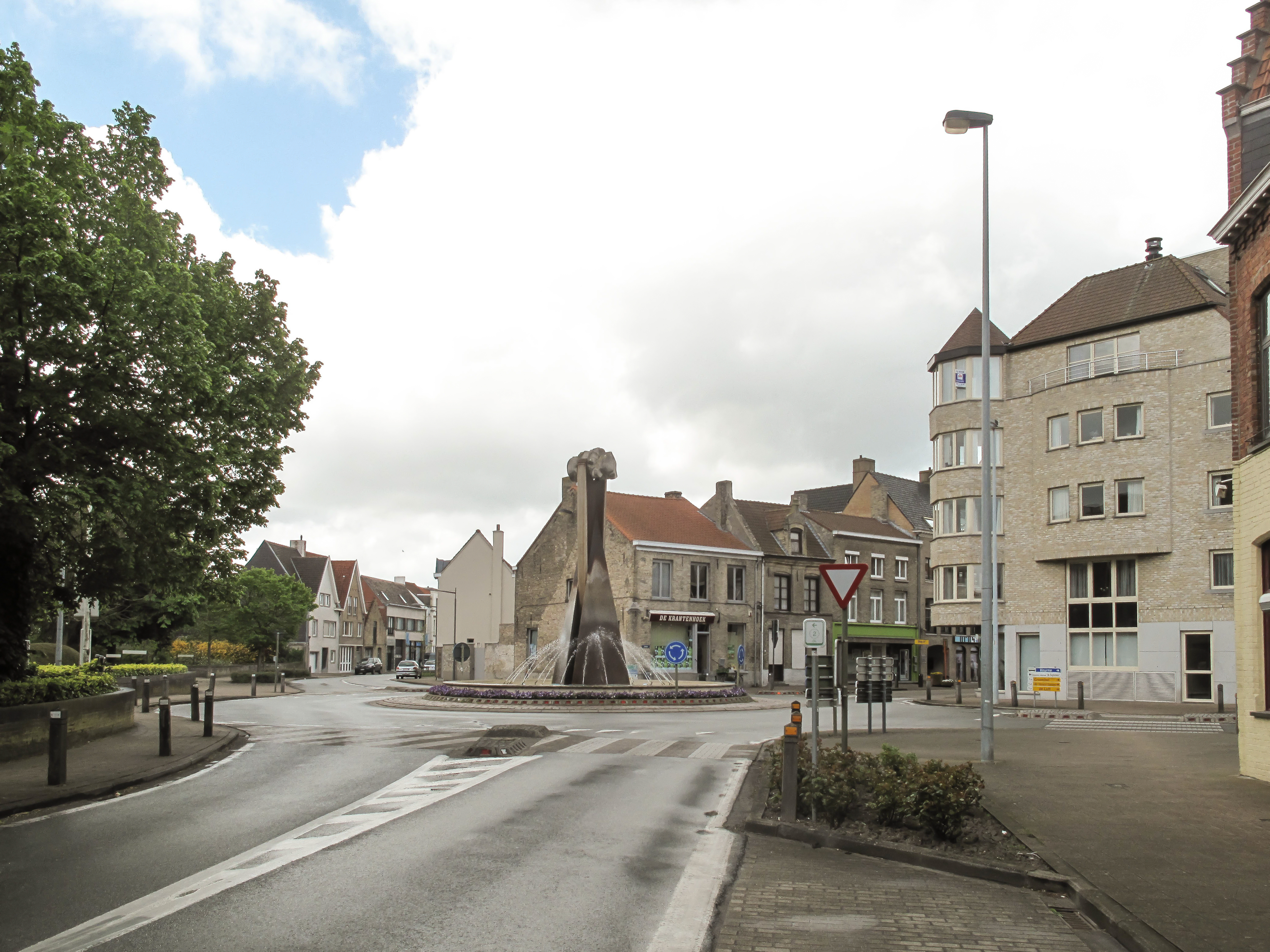
Sculptuur-fontein op rotonde

## Omgeving
Veurne ligt in het West-Vlaams poldergebied op een knooppunt van waterwegen. Zo loopt het Kanaal Nieuwpoort-Duinkerke langs de binnenstad van Veurne. Ook het Lokanaal komt daar uit. Een derde waterweg is de Kolme (ook: Colme of Bergenvaart) die naar Sint-Winoksbergen leidt.
Ten zuidoosten van de binnenstad ligt een bedrijventerrein. Kern hiervan was de suikerfabriek, gelegen op een terrein van 49 ha, die in 1924 werd opgestart en in 2005 werd gesloten en ondertussen is ontmanteld. Er was ook een treinspoor. Hier ontstaat een woongebied met stadspark, een natuurgebied en een bedrijventerrein. Verder naar het zuidoosten ligt eveneens een bedrijventerrein.

## Kernen
De gemeente Veurne bestaat uit 11 deelgemeenten. Veurne zelf is de grootste kern en telt veruit de meeste inwoners. De andere deelgemeenten zijn kleine polderdorpjes; Avekapelle, Booitshoeke, Bulskamp, De Moeren, Eggewaartskapelle, Houtem, Steenkerke, Vinkem, Wulveringem en Zoutenaaie. De stad met haar deelgemeenten telt meer dan 12.000 inwoners.
In 1971 werden de gemeenten Avekapelle, Booitshoeke, Bulskamp, Eggewaartskapelle, Steenkerke, en Zoutenaaie bij Veurne gevoegd.
In datzelfde jaar werd De Moeren bij de toen nog steeds zelfstandige gemeente Houtem gevoegd en werden de tweelingdorpen Vinkem en Wulveringem samen de nieuwe gemeente Beauvoorde. In 1977 werden die vier voormalige gemeenten uiteindelijk ook bij Veurne aangehecht.
|      | Naam              | Oppervlakte km² | Bevolking (23/12/2019) |
| ---- | ----------------- | --------------- | ---------------------- |
| I    | Veurne            | 22,67           | 9.034                  |
| II   | Booitshoeke       | 3,35            | 83                     |
| III  | Avekapelle        | 4,58            | 339                    |
| IV   | Zoutenaaie        | 2,07            | 16                     |
| V    | Eggewaartskapelle | 4,90            | 181                    |
| VI   | Steenkerke        | 11,79           | 398                    |
| VII  | Bulskamp          | 8,03            | 653                    |
| VIII | Wulveringem       | 9,37            | 337                    |
| IX   | Vinkem            | 5,27            | 311                    |
| X    | Houtem            | 12,71           | 653                    |
| XI   | De Moeren         | 11,58           | 122                    |

Bron: officiële website stad Veurne
Veurne grenst aan de volgende dorpen en gemeenten:
| - a. Adinkerke (gemeente De Panne) - b. Koksijde (gemeente Koksijde) - c. Wulpen (gemeente Koksijde) - d. Ramskapelle (stad Nieuwpoort) - e. Pervijze (stad Diksmuide) - f. Lampernisse (stad Diksmuide) - g. Alveringem (gemeente Alveringem) |

| - h. Oeren (gemeente Alveringem) - i. Izenberge (gemeente Alveringem) - j. Leisele (gemeente Alveringem) - k. Hondschote (Hondschoote, Frankrijk) - l. De Moeren (Les Moëres, gemeente Ghyvelde, Frankrijk) - m. Gijvelde (Ghyvelde, Frankrijk) |

### Kaart

Veurne, deelgemeenten en buurgemeenten. De gele gebieden zijn bebouwde kernen; de grijze gebieden zijn ambachtelijke of industriezones.

## Demografische evolutie van de gemeente - cijfers
- Bronnen:NIS, www.westhoek.be, Stad Veurne - Opm:1806 tot en met 1991 = volkstellingen; 1999 = inwoneraantal op 1 januari; 2008 = inwoneraantal op 14 februari; 2011 = inwoneraantal op 1 juni; 2017 = inwoneraantal op 28 juni; vanaf 2020 = inwoneraantal op 1 januari
- 1931: afstand van de wijken Bewesterpoort en Veurns eiland aan Adinkerke
- 1971: aanhechting van Avekapelle, Booitshoeke, Bulskamp, Eggewaartskapelle, Steenkerke en Zoutenaaie
- 1977: aanhechting van Beauvoorde en Houtem

## Demografische ontwikkeling van de fusiegemeente - toelichting en cijfers
Alle historische gegevens hebben betrekking op de huidige gemeente, inclusief deelgemeenten, zoals ontstaan na de fusie van 1 januari 1977.
Tijdens de periode 2005-2013 daalde de bevolking in de gemeente. Dit vooral door een combinatie van de vergrijzing en de duurder wordende bouwgronden en woningprijzen in de regio. Sinds 2014 neemt het inwoneraantal opnieuw toe door de inplanting van diverse woonuitbreidingsgebieden en het optrekken van appartementsgebouwen. Op 16 juli 2019 werd de kaap van 12.000 inwoners overschreden. Ook behoorde Veurne in het jaar 2019 tot de vijf snelst groeiende steden van West-Vlaanderen. In de nabije toekomst zou deze trend zich moeten verderzetten gezien de verdere ontwikkeling van het nieuwste stadsdeel "Suikerpark" met een vierhonderdvijftigtal wooneenheden. Eind 2022 woonden reeds een honderdtal gezinnen in deze nieuwe wijk. 
- Bronnen:NIS, Opm.: 1831 tot en met 1981 = volkstellingen; 1990 en later = inwonertal op 1 januari

| Inwoners van jaar tot jaar op 1 januari 1992 tot heden | Inwoners van jaar tot jaar op 1 januari 1992 tot heden | Inwoners van jaar tot jaar op 1 januari 1992 tot heden |
| jaar                                                   | Aantal                                                 | Evolutie: 1992=index 100                               |
| ------------------------------------------------------ | ------------------------------------------------------ | ------------------------------------------------------ |
| 1992                                                   | 11.228                                                 | 100,0                                                  |
| 1993                                                   | 11.307                                                 | 100,7                                                  |
| 1994                                                   | 11.357                                                 | 101,1                                                  |
| 1995                                                   | 11.483                                                 | 102,3                                                  |
| 1996                                                   | 11.519                                                 | 102,6                                                  |
| 1997                                                   | 11.607                                                 | 103,4                                                  |
| 1998                                                   | 11.693                                                 | 104,1                                                  |
| 1999                                                   | 11.764                                                 | 104,8                                                  |
| 2000                                                   | 11.854                                                 | 105,6                                                  |
| 2001                                                   | 11.766                                                 | 104,8                                                  |
| 2002                                                   | 11.794                                                 | 105,0                                                  |
| 2003                                                   | 11.859                                                 | 105,6                                                  |
| 2004                                                   | 11.873                                                 | 105,7                                                  |
| 2005                                                   | 11.856                                                 | 105,6                                                  |
| 2006                                                   | 11.843                                                 | 105,5                                                  |
| 2007                                                   | 11.832                                                 | 105,4                                                  |
| 2008                                                   | 11.747                                                 | 104,6                                                  |
| 2009                                                   | 11.742                                                 | 104,6                                                  |
| 2010                                                   | 11.666                                                 | 103,9                                                  |
| 2011                                                   | 11.544                                                 | 102,8                                                  |
| 2012                                                   | 11.516                                                 | 102,6                                                  |
| 2013                                                   | 11.363                                                 | 101,2                                                  |
| 2014                                                   | 11.396                                                 | 101,5                                                  |
| 2015                                                   | 11.498                                                 | 102,4                                                  |
| 2016                                                   | 11.674                                                 | 104,0                                                  |
| 2017                                                   | 11.727                                                 | 104,4                                                  |
| 2018                                                   | 11.790                                                 | 105,0                                                  |
| 2019                                                   | 11.903                                                 | 106,0                                                  |
| 2020                                                   | 12.094                                                 | 107,7                                                  |
| 2021                                                   | 12.172                                                 | 108,4                                                  |
| 2022                                                   | 12.295                                                 | 109,5                                                  |
| 2023                                                   | 12.419                                                 | 110,6                                                  |
| 2024                                                   | 12.542                                                 | 111,7                                                  |
| 2025                                                   | 12.564                                                 | 111,9                                                  |

## Evenementen
Elk jaar organiseert de Sodaliteit van de Gekruisigde Zaligmaker een openbare Boetprocessie. De processie bestaat uit groepen die op een volkse manier zowel het Oude als het Nieuwe Testament uitbeelden met als hoogtepunt het lijden en de dood van Jezus Christus. Vele penitenten en bedevaarders nemen deel aan deze processie. Ze trekt de laatste zondag van juli door de stad en valt samen met Veurne-Kermis, de jaarlijkse foor.

## Culinair
Veurne is gekend voor zijn potjesvlees (met de drie K's: kalf, konijn, kip), witte worst, babelutten en kletskoppen. Boerenpaté uit Veurne is door de Europese Unie erkend als gegarandeerde traditionele specialiteit. Bekend gebak is de Veurnse merenguetaart en de Veurnse vlaai.

## Diensten en economie
Veurne is de hoofdplaats van het arrondissement Veurne. Tot 2014 was Veurne ook de hoofdplaats van het voormalige gerechtelijk arrondissement Veurne. In de stad bevond zich de zetel van de rechtbank van eerste aanleg en de rechtbank van koophandel. Sinds de gerechtelijke herindeling van 2014 maakt het gerechtelijk arrondissement Veurne deel uit van het gerechtelijk arrondissement West-Vlaanderen. In Veurne bevindt zich wel een afdeling van de rechtbank van eerste aanleg van West-Vlaanderen.
Er zijn vier middelbare scholen in het stadscentrum en nog veel meer lagere scholen en kleuterscholen in de hele gemeente Veurne. Er is ook een regionaal ziekenhuis gevestigd, het AZ West, met 234 erkende bedden.
Veurne heeft ook twee industrieterreinen met, naast vele lokale en regionale spelers, ook enkele vestigingen van bekende internationale spelers zoals PepsiCo International, Meli, Duco Ventilation & Sun Control, Baronie en Chocolade Jacques. 
Daarnaast zijn er heel wat kleine zelfstandigen gevestigd in en rond de stad. De horeca is sterk vertegenwoordigd in het historische centrum van Veurne. Eind 2022 werd het winkelcomplex Westpark Veurne geopend, waar enkele grotere ketens zoals meubelwinkel Jysk, kledingzaak Bel&Bo, supermarkten Jumbo en Lidl, keukenbouwer Eggo, drogisterij Kruidvat, discountwinkel Action en voedingswinkel Bon'Ap vertegenwoordigd zijn. Deze winkels stellen een 160-tal mensen aan het werk.

## Verkeer heden

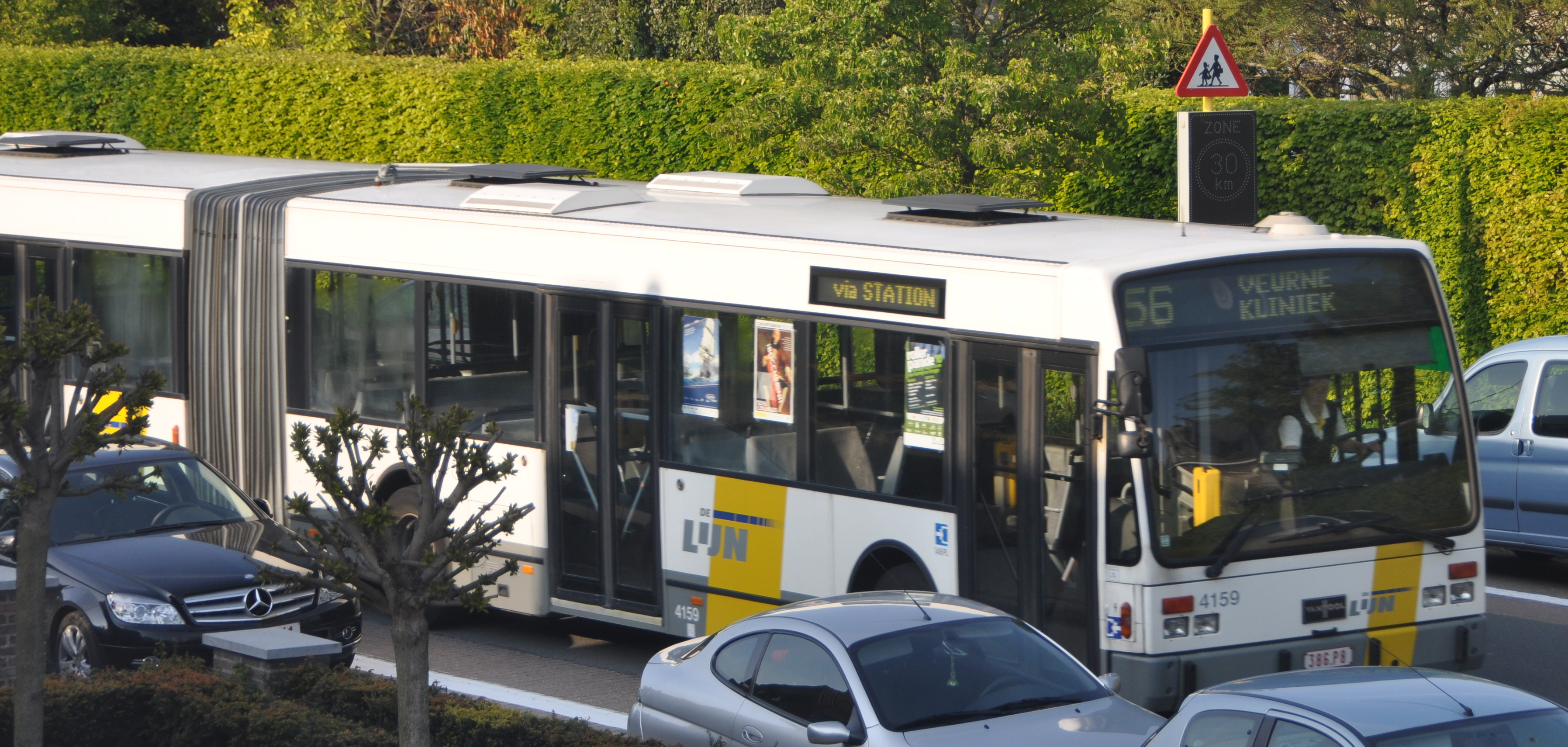
De Panne - Veurne Kliniek

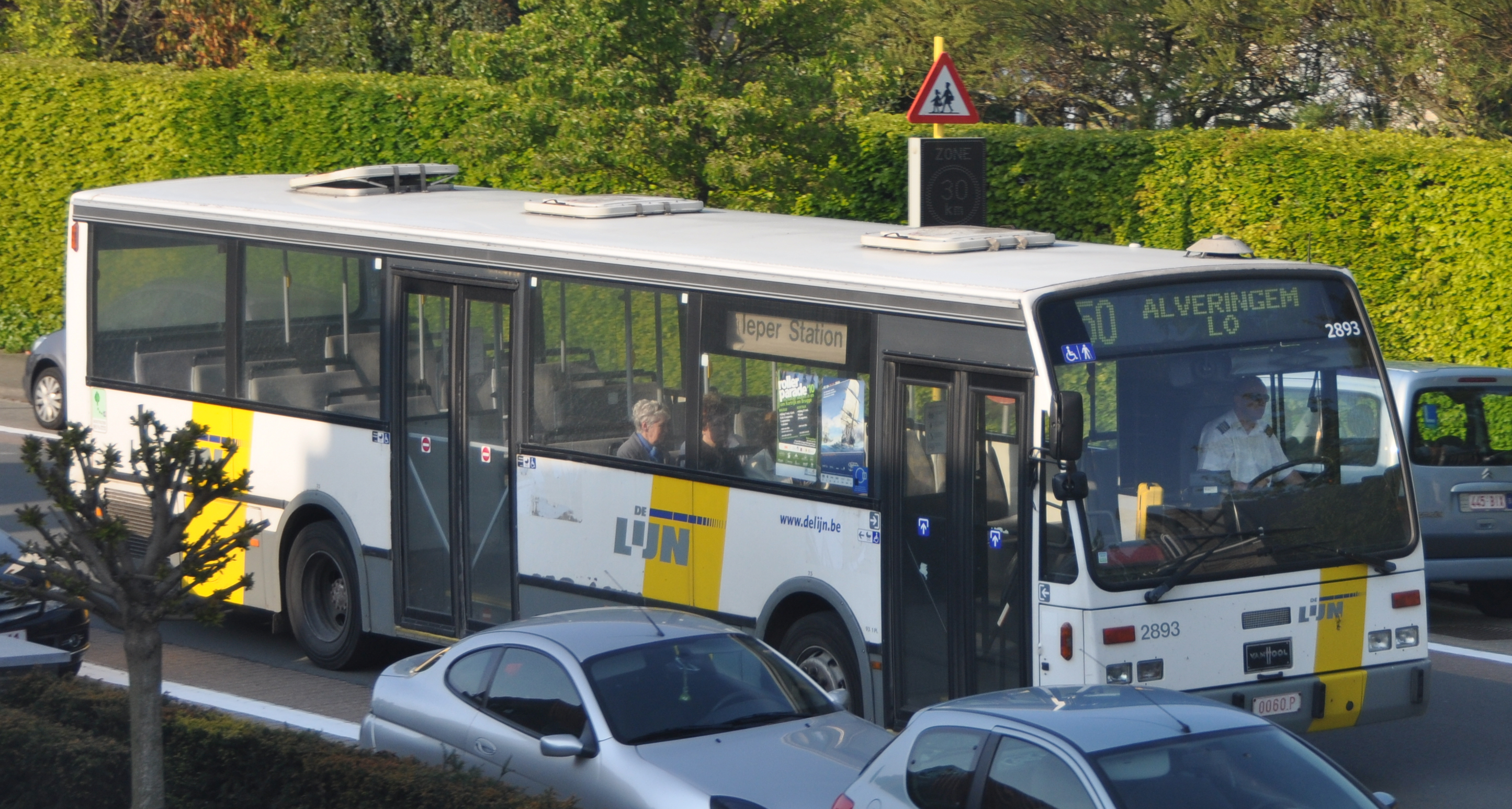
Veurne Station - Ieper Station

Veurne is een lokaal knooppunt van buslijnen, enerzijds naar kustplaatsen en anderzijds naar dorpen in het agrarische hinterland:
- Lijn 32: Veurne-Diksmuide-Lichtervelde (voorheen 73B);
- Lijn 50: Veurne-Oostvleteren-Ieper (voorheen 773);
- Lijn 51: Veurne-Roesbrugge-Poperinge-Ieper (voorheen 744);
- Lijn 52: Leisele Het Molentje-Veurne;
- Lijn 55: Houtem Ringsloot-Veurne via De Panne;
- Lijn 56: Veurne-De Panne (voorheen 772);
- Lijn 68: Veurne-Koksijde Kazerne-Nieuwpoort-Oostende (voorheen 769);
- Lijn 69: Veurne-Sint-Idesbald-Nieuwpoort-Oostende (voorheen 769);[3]
- Lijn 49: Belbusgebied Diksmuide;
- Lijn 57: Belbusgebied Veurne.

Bovendien zijn er nog drie zones rond Veurne die bediend worden door belbussen.
Vanuit het station van Veurne is er gedurende weekdagen een rechtstreekse treinverbinding De Panne-Deinze-Gent-Sint-Pieters-Sint-Niklaas-Antwerpen-Centraal, en in het weekend De Panne-Deinze-Gent-Sint-Pieters-Aalst-Brussel-Brussels Airport-Zaventem-Leuven-Landen, tijdens de spitsuren en vakantieperiodes zijn er extra treinen De Panne-Brussel-Schaarbeek.
Door Veurne en omheen de stadskern loopt het kanaal Nieuwpoort-Duinkerke, dat ongeveer parallel langs de kustlijn loopt. In Veurne sluit op dit kanaal de Lovaart aan, die voor een verbinding zorgt met de IJzer landinwaarts.
In het Neptunusplan van De Lijn (Vlaamse bus- en trammaatschappij) is er sprake van een doortrekking van de Kusttram tot aan het station van Veurne via het station van Koksijde. Dit om Veurne als knooppunt van openbaar vervoer nog verder te versterken.

### Verleden
In het verleden reden er al trams van de buurtspoorwegen. Naar het zuiden ging een stoomtramlijn naar Poperinge (1901-1953) en een stoomtramlijn naar Ieper (1889-1953). 
Richting de kust vertrokken er maar liefst vier lijnen:
- Naar Nieuwpoort-Stad via de dorpen (stoomtram, 1886-1941) en verder naar Oostende via de dorpen (1885-1955)
- Naar De Panne (1901-1954, elektrisch, lijn 8) (in 1947 gewijzigd in lijn 20)
- Naar Koksijde-Bad (1909-1941, elektrisch, lijn 7)
- Naar Oostduinkerke-Bad (1930-1941, elektrisch, lijn 9)[4]

## Politiek

### Structuur
| Veurne           | Veurne           | Supranationaal         | Nationaal                         | Nationaal                         | Gemeenschap               | Gewest                    | Provincie                 | Arrondissement            | Provinciedistrict | Kanton          | Gemeente        |
| ---------------- | ---------------- | ---------------------- | --------------------------------- | --------------------------------- | ------------------------- | ------------------------- | ------------------------- | ------------------------- | ----------------- | --------------- | --------------- |
| Administratief   | Niveau           | Europese Unie          | België                            | België                            | Vlaanderen                | Vlaanderen                | West-Vlaanderen           | Diksmuide                 | Diksmuide         | Diksmuide       | Veurne          |
| Administratief   | Bestuur          | Europese Commissie     | Belgische regering                | Belgische regering                | Vlaamse regering          | Vlaamse regering          | Deputatie                 | Deputatie                 | Deputatie         | Deputatie       | Gemeentebestuur |
| Administratief   | Raad             | Europees Parlement     | Kamer van volksvertegenwoordigers | Kamer van volksvertegenwoordigers | Vlaams Parlement          | Vlaams Parlement          | Provincieraad             | Provincieraad             | Provincieraad     | Provincieraad   | Gemeenteraad    |
| Kiesomschrijving | Kiesomschrijving | Nederlands Kiescollege | Kieskring West-Vlaanderen         | Kieskring West-Vlaanderen         | Kieskring West-Vlaanderen | Kieskring West-Vlaanderen | Kieskring West-Vlaanderen | Oostende-Veurne-Diksmuide | Veurne-Diksmuide  | Veurne          | Veurne          |
| Verkiezing       | Verkiezing       | Europese               | Federale                          | Federale                          | Vlaamse                   | Vlaamse                   | Provincieraads-           | Provincieraads-           | Provincieraads-   | Provincieraads- | Gemeenteraads-  |

### Burgemeesters
Burgemeester is Peter Roose (VEURNE PLUS). Hij leidt een coalitie bestaande uit Veurne Plus en VoeVeurne. Samen vormen ze de meerderheid met 13 van de 23 zetels.

### Resultaten gemeenteraadsverkiezingen sinds 1976
| Partij of kartel     | Partij of kartel                              | 10-10-1976 | 10-10-1976 | 10-10-1982 | 10-10-1982 | 9-10-1988 | 9-10-1988 | 9-10-1994 | 9-10-1994 | 8-10-2000 | 8-10-2000 | 8-10-2006 | 8-10-2006 | 14-10-2012 | 14-10-2012 | 14-10-2018 | 14-10-2018 | 13-10-2024 | 13-10-2024 |
| Stemmen / Zetels     | Stemmen / Zetels                              | %          | 21         | %          | 21         | %         | 21        | %         | 21        | %         | 21        | %         | 21        | %          | 21         | %          | 21         | %          | 23         |
| -------------------- | --------------------------------------------- | ---------- | ---------- | ---------- | ---------- | --------- | --------- | --------- | --------- | --------- | --------- | --------- | --------- | ---------- | ---------- | ---------- | ---------- | ---------- | ---------- |
|                      | CVP1/ CD&V+N-VAA/ CD&V2/ Team 8630E           | 36,421     | 8          | 41,961     | 10         | 43,881    | 10        | 33,371    | 8         | 49,031    | 12        | 45,03A    | 11        | 31,712     | 7          | 27,22      | 6          | 37,3E      | 9          |
|                      | CD&V+N-VAA/ N-VA1/ Team 8630E                 | -          |            | -          |            | -         |           | -         |           | -         |           | 45,03A    | 11        | 27,371     | 6          | 26,81      | 6          | 37,3E      | 9          |
|                      | SP1/ V2000D/ Veurne Plus2                     | 17,581     | 3          | 25,361     | 5          | 44,81D    | 10        | 23,251    | 5         | 20,991    | 4         | 28,512    | 6         | 30,772     | 7          | 33,42      | 7          | 31,52      | 8          |
|                      | KARTELB/ KGC/ V2000D/ Vernieuwd Groot Veurne1 | 46B        | 10         | 28,34C     | 6          | 44,81D    | 10        | 23,371    | 5         | 6,651     | 0         | -         |           | -          |            | -          |            | -          |            |
|                      | KARTELB/ KGC/ PVV1/ VLD2/ Veurne In Actie3    | 46B        | 10         | 28,34C     | 6          | 11,311    | 1         | 15,632    | 3         | 22,162    | 5         | 18,272    | 3         | 10,143     | 1          | -          |            | -          |            |
|                      | VoeVeurne                                     | -          |            | -          |            | -         |           | -         |           | -         |           | -         |           | -          |            | -          |            | 22,5       | 5          |
|                      | Vlaams Belang                                 | -          |            | -          |            | -         |           | -         |           | -         |           | 8,19      | 1         | -          |            | -          |            | 8,7        | 1          |
|                      | !NSPRAAK                                      | -          |            | -          |            | -         |           | -         |           | -         |           | -         |           | -          |            | 12,5       | 2          |            |            |
| Anderen(*)           | Anderen(*)                                    | -          |            | 4,34       | 0          | -         |           | 4,38      | 0         | 1,17      | 0         | -         |           | -          |            | -          |            | -          |            |
| Totaal stemmen       | Totaal stemmen                                | 7772       | 7772       | 7691       | 7691       | 7979      | 7979      | 8058      | 8058      | 8336      | 8336      | 8713      | 8713      | 8595       | 8595       | 8929       | 8929       | 6461       | 6461       |
| Opkomst %            | Opkomst %                                     |            |            |            |            | 93,11     | 93,11     | 93,5      | 93,5      | 92,21     | 92,21     | 93,85     | 93,85     | 93,07      | 93,07      | 93,5       | 93,5       | 64,9       | 64,9       |
| Blanco en ongeldig % | Blanco en ongeldig %                          | 3,02       | 3,02       | 4,65       | 4,65       | 4,55      | 4,55      | 4,47      | 4,47      | 4,73      | 4,73      | 4,57      | 4,57      | 3,48       | 3,48       | 4,9        | 4,9        | 0,8        | 0,8        |

De zetels van de gevormde meerderheid staan vetjes afgedrukt. De grootste partij is in kleur.

De rode cijfers naast de gegevens duiden aan onder welke naam de partijen telkens bij een verkiezing opkwamen.

(*) 1982: VD (4,34%) / 1994: GB (4,38%) / 2000: VOEB (1,17%)

## Sport
Veurne heeft verschillende sportclubs:
- Voetbalclub KSV Veurne, een van de oudste voetbalclubs bij de KBVB. Sinds de oprichting ervan speelden zij telkens in de provinciale reeksen.
- Een kajakpoloploeg WKV Veurne gevestigd in het Vaubanpark, die sinds 1972 verschillende keren Belgisch kampioen werd.

## Bekende Veurnaars

### Geboren in Veurne
- Vigor Boucquet (1619-1677), schilder
- Emmanuel De Tollenaere (1731-1807), proost van het oratorianer convent te Sint-Niklaas
- Edmond Hanssens (1843-1884), ontdekkingsreiziger
- Karel Cogge (1855-1922), opzichter Noordwatering Veurne
- Gustaaf Vermeersch (1877-1924), schrijver
- Georges Verschingel (1889-1922), kunstschilder
- Valeer Deschacht (1925-2021), priester en bestuurder
- Frans Brouw (1929-2025), Belgisch-Canadees pianist
- Marcel Gesquière (1930-2015), volksvertegenwoordiger
- Hugo Ryckeboer (1935-2020), West-Vlaams dialectoloog
- Will Tura (1940), zanger, muzikant en liedjesschrijver
- Sylvain Vanholme (1943), muzikant, zanger van Wallace Collection en producer
- Mong Rosseel (1946), acteur, verteller, vormingstheater bij Vuile Mong en zijn Vieze Gasten
- Ivan Ollevier (1960), journalist
- Lieven Boeve (1966), theoloog en directeur-generaal van het Katholiek Onderwijs Vlaanderen
- Anne Denolf (1969), actrice
- Katrien Vandendries (1970), actrice
- Wouter Bruneel (1977), acteur
- Wim Ballieu (1982), kok
- Maud Vanhauwaert (1984), dichteres en tekstperformer

### Woonden in Veurne
- Honoré Ruyssen (1869-1957), apotheker, fotograaf en beeldhouwer
- Paul Delvaux (1897-1994), kunstschilder
- Peter Vandermeersch (1961), journalist en hoofdredacteur
- Stephan Vanfleteren (1969), fotograaf

### Ereburgers
- Albert I (1875-1934), Koning der Belgen
- Frans Brouw (1929), pianist
- Paul Delvaux (1897-1994), kunstschilder
- Walter Plaetinck (1931-2018), oprichter bakkerijmuseum
- Will Tura (1940), zanger, muzikant en liedjesschrijver
- Willem Vermandere (1940), singer-songwriter, kleinkunstenaar, beeldhouwer, volkszanger en gitarist
- Maud Vanhauwaert (1984), dichteres en tekstperformer

## Zustergemeenten
- Rösrath, Duitsland